# RedLynx
RedLynx est un studio finlandais de développement de jeux vidéo fondé en 2000 et situé à Helsinki. La société est une filiale d'Ubisoft depuis 2011.
Le studio est principalement connu pour la série Trials.

## Histoire

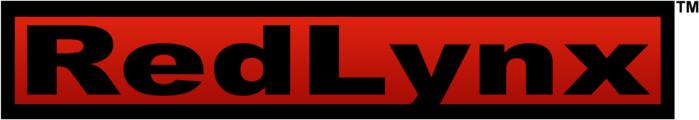
Ancien logo de RedLynx.

Le studio RedLynx a été fondé en 2000 à Helsinki par les frères Ilvessuo afin de créer des « petits jeux » vidéo. La même année, Trials sort sur le site web Miniclip et attire des dizaines de milliers de joueurs. Ils améliorent le jeu avec des packs de niveaux supplémentaires.
Repérés par Nokia, ils travaillent sur plusieurs jeux pour la N-Gage du constructeur finlandais dont Pathway to Glory souvent considéré comme l'un meilleurs jeux de la plate-forme.
En 2007, RedLynx sort Trials 2, cette fois sous la forme d'un jeu PC.
Le studio est racheté par Ubisoft en novembre 2011. De trentaine employés en 2007, il passe à une centaine en 2015. Le premier jeu développé avec Ubisoft est Trials Evolution qui bat le record du meilleur premier jour de vente sur le Xbox Live Arcade (avant d'être dépassé par Minecraft).

## Jeux développés
| Titre                           | Année | Plates-formes                                     |
| ------------------------------- | ----- | ------------------------------------------------- |
| Trials                          | 2000  | Applet Java                                       |
| Trials Bike Basic               | 2003  | Applet Java                                       |
| Trials Bike Pro                 | 2003  | Applet Java                                       |
| Pathway to Glory                | 2004  | N-Gage                                            |
| Trials Construction Yard        | 2004  | Applet Java                                       |
| Trials Mountain Heights         | 2004  | Applet Java                                       |
| High Seize                      | 2005  | N-Gage                                            |
| Pathway to Glory: Ikusa Islands | 2005  | N-Gage                                            |
| Trials 2                        | 2007  | Flash, Windows                                    |
| Warhammer 40,000: Squad Command | 2007  | Nintendo DS, PlayStation Portable                 |
| Monster Trucks Nitro            | 2008  | iOS, Mac, Windows                                 |
| Reset Generation                | 2008  | N-Gage, Mac, Windows                              |
| Trials 2: Second Edition        | 2008  | Windows                                           |
| Trials Dynamite Tumble          | 2008  | Flash                                             |
| DrawRace                        | 2009  | iOS                                               |
| Monster Trucks Nitro II         | 2009  | iOS                                               |
| Trials HD                       | 2009  | Xbox 360 (XBLA)                                   |
| 1000 Heroz                      | 2011  | iOS                                               |
| DrawRace 2                      | 2011  | iOS, Android                                      |
| MotoHeroz                       | 2011  | iOS, Wii (WiiWare)                                |
| Nutty Fluffies                  | 2012  | iOS, Android                                      |
| Trials Evolution                | 2012  | Xbox 360 (XBLA)                                   |
| Trials Evolution: Gold Edition  | 2013  | Windows                                           |
| Trials Frontier                 | 2014  | iOS, Android                                      |
| Trials Fusion                   | 2014  | Windows, Xbox One, PlayStation 4, Xbox 360 (XBLA) |
| Trials of the Blood Dragon      | 2016  | Windows, Xbox One, PlayStation 4                  |
| South Park: Phone Destroyer     | 2017  | iOS, Android                                      |
| DrawRace 3: World Championship  | 2017  | iOS, Android                                      |
| Trials Rising                   | 2019  | Windows, Xbox One, PlayStation 4, Nintendo Switch |